# 다나카 기이치
다나카 기이치(일본어: 田中 義一, 1864년 6월 22일 ~ 1929년 9월 29일)는 일본 제국 육군의 군인이자 정치가로, 입헌정우회 총재 출신의 제26대 내각총리대신이다.

## 인물
1864년 나가토국(현 야마구치현)의 하기에서 하급 무사의 아들로 태어났다. 13세 때 사족 반란인 하기의 난에 뛰어들었다가 반란 실패 후 너무 어린 나이라 훈방조치된 바 있으며 이후 일본 육군사관학교(8기), 일본 육군대학교(8기)를 졸업 후 청일전쟁에 참전했다. 종전 후엔 러시아에 유학했다가 1904년 러일 전쟁 때는 만주군 참모로서 고다마 겐타로(児玉源太郎)를 보필했다.
그 후 참모 차장, 하라 다카시(原敬) 내각과 제2차 야마모토 곤노효에(山本権兵衛) 내각에서 육군 대신을 맡았다. 그는 하라 다카시 내각에서 육군 대신에 오른 뒤, 남작 작위를 받고 육군 대장으로 진급하였다. 장래에는 원수로 촉망 받았으나, 1922년에 중국 상하이를 방문하던 중 황포탄 부두에서 의열단에 의해 암살당할 위기를 맞기도 하였다. 이후 정계에 뛰어들어 1925년 다카하시 고레키요(高橋是清)의 뒤를 이어 정우회 총재가 되었다.

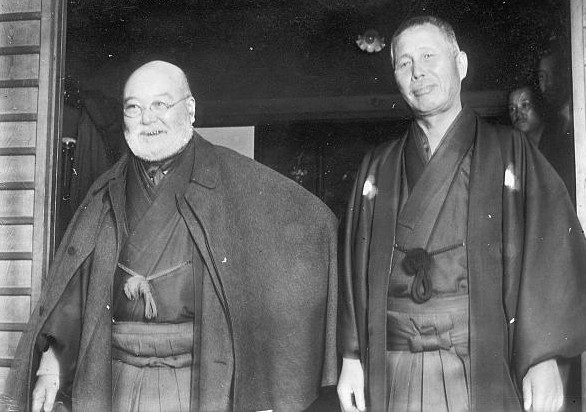
다카하시 고레키요(高橋是清)와 다나카 기이치

1927년 3월, 제1차 와카쓰키 레이지로(若槻禮次郞) 내각 하에 쇼와 금융 공황이 터지면서 와카쓰키 내각은 같은 해 4월에 총사직하였다. 이에 입헌 정우회 총재 다나카 기이치가 내각을 조성하였다. 그는 다카하시 고레키요를 재정부 장관으로 임명하고, 다카하시는 일본 전국에 지급 유예령을 실시해 금융 공황을 침정화하였다.
다나카 기이치 내각은 헌정회 정권 하에서 행해져 온 시데하라 기주로(幣原喜重郎) 등에 의한 협조 외교 방침을 전환해 적극 외교로 노선을 변경하였고, 중국에서의 이익과 경제적 이해를 추구하면서 중국에 대한 침략적인 정책을 폈다.
1928년 중국에서 장쭤린 폭살 사건 이 일어나자 국제적 신용을 유지하기 위해 용의자를 군법 회의를 통해 엄벌에 처해야한다고 주장하였다. 그러나 이 주장은 육군의 강한 반대로 이루어지지 못하고 1929년에 총사직하였다. 다나카는 내각총리대신 직에서 물러난 지 3개월도 되지 않은 1929년 9월 29일 오전, 급성 협심증으로 사망하였다.
한편, 그가 남긴 중국에서의 팽창 정책을 실시할 것을 천황에게 권고했다는 다나카 상주문(田中上奏文)은 현재까지 진위 문제를 놓고 논란의 대상이 되고 있다.

## 같이 보기
- 다나카 기이치 내각
- 다나카 상주문
- 일본 수상
- 의열단
- 김익상